# Schwallungen
Schwallungen – miejscowość i gmina w Niemczech, w kraju związkowym Turyngia, w powiecie Schmalkalden-Meiningen. Od 1 stycznia 2012 należy do wspólnoty administracyjnej Wasungen-Amt Sand.
Przez miejscowość przebiega szlak rowerowy doliny Werry.

## Przypisy

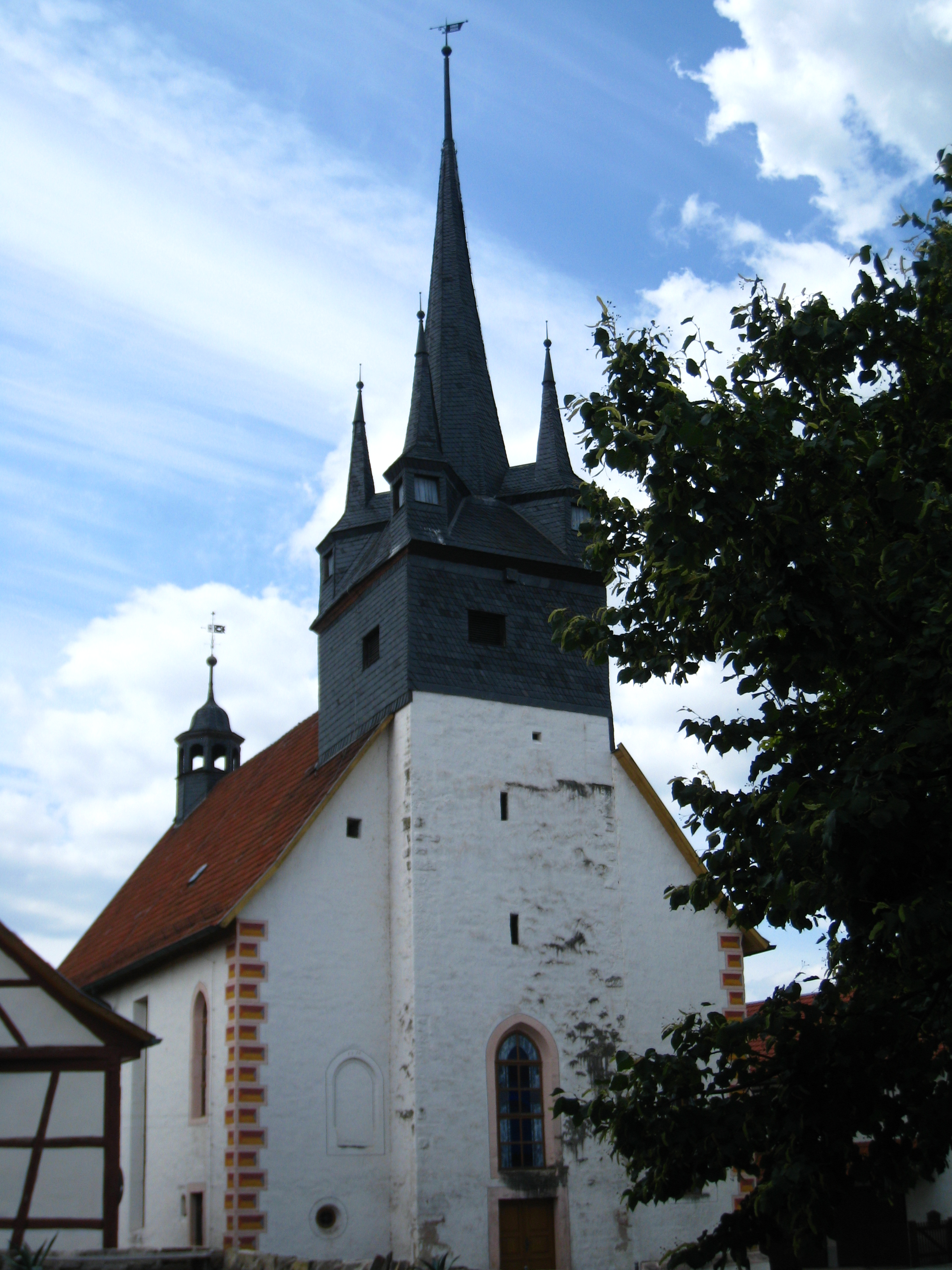
Kościół ewangelicki w Schwallungen

## Współpraca
Miejscowość partnerska:
- Hilders, Hesja